# 나인 퍼펙트 스트레인저스
《나인 퍼펙트 스트레인저스》(영어: Nine Perfect Strangers)는 훌루에서 2021년 8월부터 방영된 미국의 드라마이다. 리안 모리아티의 소설 《아홉 명의 완벽한 타인들》을 원작으로 한다. 존 헨리 버터워스와, 같은 작가 원작의 《빅 리틀 라이즈》를 제작했던 데이비드 E. 켈리가 기획을 맡았으며, 니콜 키드먼, 멀리사 매카시, 루크 에번스, 멜빈 그레그, 사마라 위빙, 마이클 섀넌, 레지나 홀 등이 출연할 예정이다.

## 출연진

### 주연
- 니콜 키드먼 - 마샤 역
- 멀리사 매카시 - 프랜시스 역
- 루크 에번스 - 라스 역
- 멜빈 그레그 - 벤 역
- 사마라 위빙 - 제시카 역
- 마이클 섀넌 - 나폴리언 역
- 애셔 케디 - 헤더 역
- 그레이스 밴패튼 - 조이 마코니 역
- 매니 저신토 - 야오 역
- 티퍼니 분 - 덜릴라 역
- 레지나 홀 - 카멜 역
- 보비 캐너베일 - 토니 역

### 조연
- 핼 컴프스턴 - 잭 마코니 역
- 조이 터레이크스 - 글로리 역